# Merketalstraße 23
In der Merketalstraße 23 in der Südstadt von Weimar steht die ehemalige Villa des Malers Alexander Olbricht. Diese ist dem Heimatschutzstil zuzurechnen.

## Geschichte
Die Villa hatte 1907 der Maler der Weimarer Malerschule Alexander Olbricht für sich und seine Familie bauen lassen. Den Entwurf lieferte der Architekt Otto Voepel.
Olbricht, der auch ein großer Sammler war, hatte hier auch sein Atelier und Druckwerkstatt. Es war für ihn eine von der Außenwelt abgeschlossene Wunschidylle, die mit dem Beginn des Nationalsozialismus, als er 1935 aus dem Dienst der Weimarer Kunsthochschule entlassen wurde und ihn in tiefe Depressionen stürzte, ihr Ende fand. Hinter einer hohen Mauer, durch welche ein Tor mit den verschlungenen Buchstaben A und O das Anwesen betreten werden kann, befindet sich das Haus mit Mansarddach, das hinter alten Bäumen halb verborgen ist.
Das Atelier und die Sammlung wurden 1992 dem Stadtmuseum Weimar übergeben. Das Atelier wurde im Stadtmuseum originalgetreu nachgebaut, um das Andenken an Alexander Olbricht wachzuhalten. Auf der Internetplattform Geschichte Sichtbar Machen heißt es: „Das Atelier wurde von seiner Frau und später von seiner Tochter bis 1992 bewahrt, es wurde im Detail erhalten und 1992 dem Stadtmuseum übergeben. Im Stadtmuseum wird es in der Ausstellung Leise Superlative. Alexander Olbricht & Marcus Behmer gezeigt.“
An seinem ehemaligen Wohnhaus wurde eine Gedenktafel angebracht.
Das Gebäude ist auf der Liste der Kulturdenkmale in Weimar (Einzeldenkmale) verzeichnet.